# 約書亞·基米希
約書亞·基米希（德語：Joshua Kimmich，發音：[ˈjoːzu̯aː ˈkɪmɪç]；1995年2月8日—），德國足球運動員，在場上司職中場或右後衛。現任德國國家足球隊隊長，效力於德甲俱樂部拜仁慕尼黑。他雖然體格較為矮小，但控球穩健、出球的節奏和準度都十分出色，公認的現役最佳中場之一，常被拿來和前德國隊長拉姆比較。

## 俱樂部生涯

#### 2013-14賽季
基米希在青訓時期效力斯圖加特，2013年轉會至RB萊比錫後，於9月28日在德丙聯賽初登場，該場最終以2比2與下哈興體育俱樂部言和作收。同年11月30日對上沙貝魯根的比賽攻入了職業生涯第一顆進球。最後以出賽26場攻入1球結束賽季。

#### 2014-15賽季
2014-15賽季RB萊比錫升至德乙聯賽， 以出賽29場2進球結束2014-15賽季。

#### 2015-16賽季
基米希以七百萬歐元轉會加入拜仁慕尼黑，並簽訂至2020年6月30日的五年期合約。於8月9日德國杯第一輪比賽中初登場對上雷姆欣根。9月12日，教練瓜迪奧拉讓他於主場對上奧格斯堡的比賽作為德甲聯賽的首秀。

#### 2016-17賽季
2016年9月9日，作客沙爾克04時攻入德甲首顆進球。9月13日, 對上羅斯托夫的比賽中獲得兩顆進球，為歐冠賽場上首次得分。出賽40場9進球2助攻結束賽季。

#### 2017-18賽季
2018年3月9日，延長三年合約至2023年6月30日。出賽47場6進球15助攻結束賽季。

#### 2018-19賽季
出賽48場2進球18助攻結束賽季。

#### 2019-20賽季
在本季之前，甘美治一直主要擔任右閘的角色，自從費歷克上任以後，甘美治被改造成一名防守中場，效果得到不少好評。
在歐冠聯賽決賽出場並送出關鍵助攻，拜仁慕尼黑憑藉此入球以1比0擊敗巴黎聖日耳曼，甘美治成功奪下個人首座歐冠冠軍。共出賽51場7進球15助攻結束賽季。
2020年9月30日，基米希在德國超級盃球隊對上多特蒙德的主場比賽，第82分鐘攻進致勝球，最終3-2勝利，協助球隊贏得五冠王。

## 国家队生涯

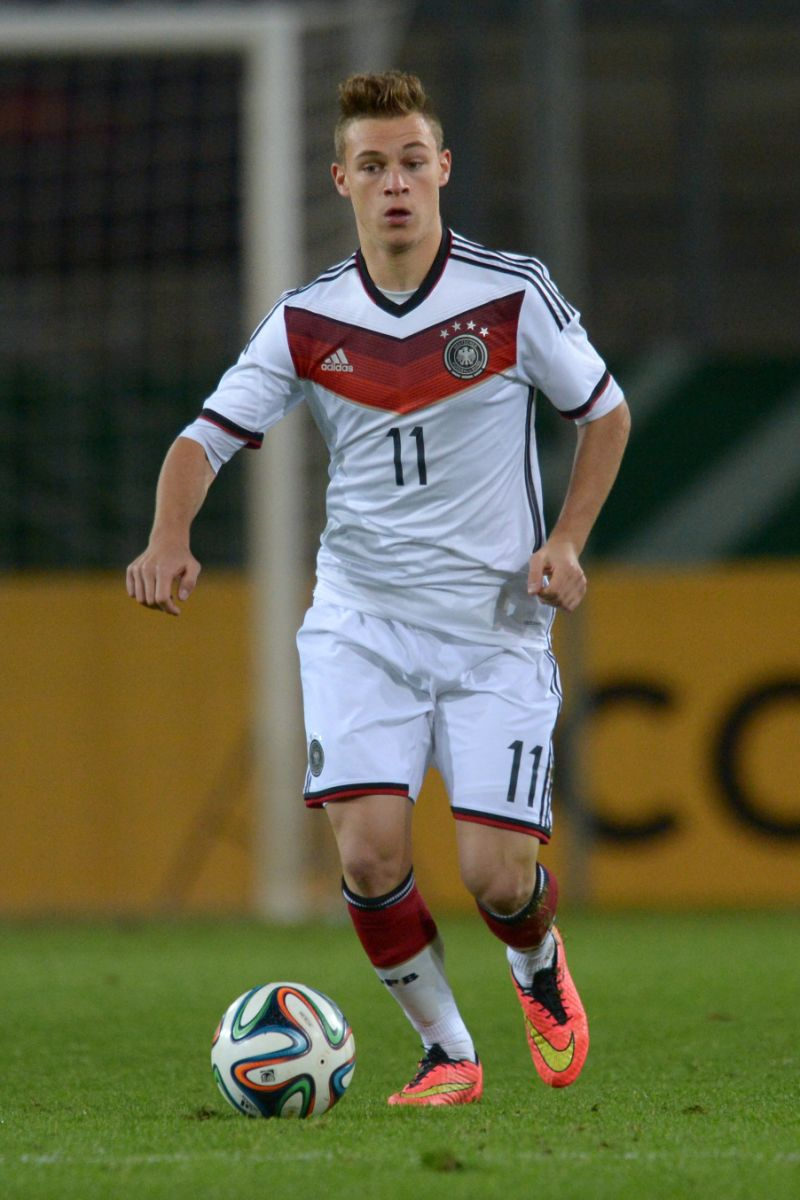
2014年，基米希与德国U19队合影

2016年5月17日，基米希入选了德国国家足球队参加2016年欧洲足球锦标赛的初选27人名单。2016年5月31日，他入选了最终的23人名单，并获得21号球衣。2016年6月21日，基米希被选为德国队在最后一场C组对阵北爱尔兰的比赛首发，替代貝尼迪克特·赫韋德斯出任右后卫。基米希在德国进入半决赛的过程中继续担任德国的首发右后卫，并入选了UEFA的全明星阵容。
2016年9月4日，基米希在2018年國際足協世界盃外圍賽期间的一场3-0击败挪威的比赛中为德国国家队打进了他的首个进球。
2017年5月17日，基米希入选了约阿希姆·勒夫的德国大联盟杯阵容。他在该锦标赛的所有五场比赛中首发出场，贡献了两次助攻，帮助德国队赢得了首个大联盟杯冠军。
2017年6月6日，在对阵丹麦的友谊赛中，基米希在比赛的第88分钟打进了一记令人惊叹的倒钩进球，帮助德国队在比赛的最后时刻扳平比分，最终比赛以1-1结束。
2018年6月4日，基米希被约阿希姆·勒夫选入了德国参加2018年國際足協世界盃的最终23人名单。2018年6月17日，基米希在对阵墨西哥的开幕战中首次亮相國際足協世界盃，但德国最终以0-1的比分输给了墨西哥。
2018年9月6日，基米希在德国对阵法国的欧洲国家联赛首场比赛中首发出场，这是他18个月来首次担任防守型中场的位置。
2021年5月19日，他入选了2020年歐洲足球錦標賽的德国国家队阵容。
2022年6月4日，基米希在2022-23赛季欧洲国家联赛的小组赛中，对阵意大利的比赛中踢满全场，并在比赛中打进一球，最终以1-1战平对手。十天后，他在对阵同一对手的比赛中打进一球，德国队以5-2获胜。
2022年11月10日，他入选了参加卡塔尔2022年国际足联世界杯的26人德国国家队阵容。
2024年9月4日，主帥拿格斯曼任命，甘美治正式成為德國國家隊隊長。

## 技術風格
德甲聯賽官網在2017年的一篇文章中，形容他如 "瑞士刀一般的萬用球員"。在國家隊U21的表現中，UEFA.com的作家Philip Röber認為他與國家隊隊友京多安風格類似，也有其他球評認為類似退休足球員菲利普·拉姆的球風。

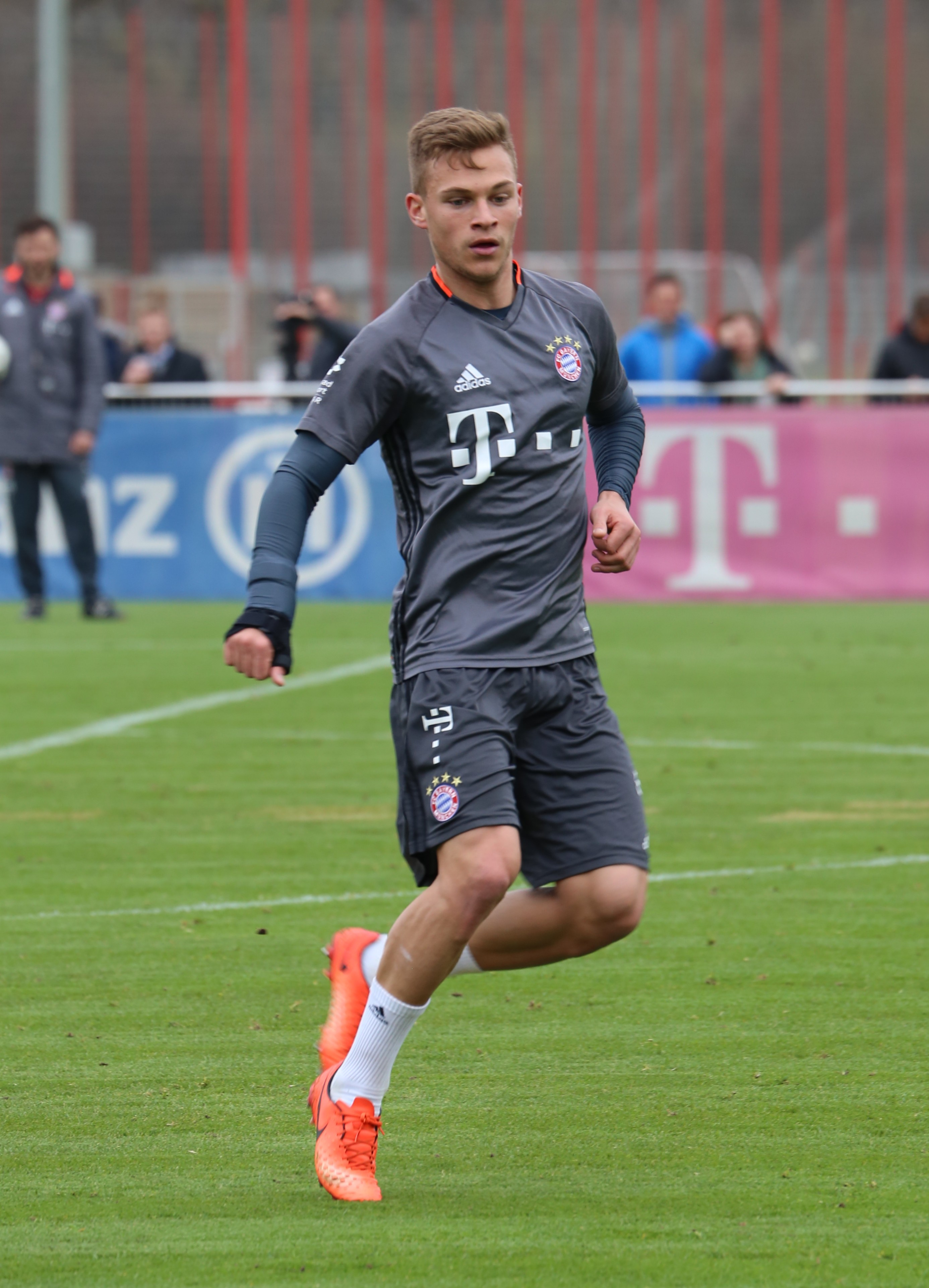
基米希於拜仁慕尼黑訓練場

在RB萊比錫時，他是非常積極拚搶和進攻的球員。 而在U21時，又扮演更有深度的腳色，他防守時又有很好的下腳時機，盤球質量上也很高。
基米希認為施魏因斯泰格是自己的啟蒙對象。

## 個人生活
We Kick Corona
基米希與他的拜仁慕尼黑隊友格雷茨卡發起了在線倡議“ We Kick Corona” ，通過私人捐款100萬歐元來推動此倡議，以在COVID-19大流行期間幫助慈善機構、福利組織和醫療機構。2020年10月，基米希和格雷茨卡一起參加了《誰是百萬富翁》節目，最終贏得了64,000歐元，該獎金50%捐贈給德國足協基金會，另外50%則是投入兩人共同發起的“ We Kick Corona”。10月24日，基米希和格雷茨卡因“ We Kick Corona”一起獲得了巴伐利亞體育獎特別獎。12月9日，獲得了2020年德国足球大使稱號。2021年2月9日，獲得了2020年德國體育公平競賽獎。
冠状病毒疫苗争议
2021年秋天，当包括基米希在内几名德甲球员拒绝接种冠状病毒疫苗的新闻曝光后，基米希受到了公众的批评。基米希给出的理由是，他认为缺乏对疫苗接种长期后果的研究。除此外还有人批评说，基米希拒绝注射疫苗并访问了慕尼黑格罗斯哈登医院的儿童姑息治疗病房，此举可能使病人处于危险之中。
基米希公开表示对疫苗接种持保留意见，遭到了很多反对，特别是来自著名医生们的反对。德国疫苗接种常设委员会（Stiko）主席托马斯·默滕斯（Thomas Mertens）称基米希是足球上的公认专家，但在疫苗接种问题上却不是。他说，在科学界，人们一致认为接种疫苗后的晚期副作用“没有发生，或者是个别疫苗的极为罕见情况”。德国伦理委员会主席、医生Alena Buyx认为基米希得到过 "糟糕的建议"，因为这位拜仁慕尼黑俱乐部的职业球员提到的所谓接种疫苗可能带来的后遗症伤害，是"被错误信息误导了"。 德国免疫学会秘书长Carsten Watzl谈到，基米希方面的误解在许多人心中一直存在。此外，有人批评说，基米希的态度不符合他的榜样作用，他在他共同创立的“We Kick Corona”倡议中也承担了在德国抗击COVID-19大流行病的作用。
德国右翼民粹主义政党德国另类选择党在德國聯邦議院的领导人愛麗絲·魏德爾則表示：“這場關於疫苗接種的辯論很荒謬。作為一個成年人，基米希先生在醫療方面做出了一個理性的決定。這個決定是他的私事；他必須像任何其他支持或反對冠狀病毒疫苗接種的公民一樣受到尊重。事實基米希先生現在不斷被迫為他的個人決定辯護是過分的，並揭示了一种令人担忧的循規蹈矩的家長式思想傳播。”
2021年11月24日，拜仁慕尼黑俱乐部证实了图片报的报道，称基米希已经感染了新冠病毒并接受隔离。
2021年12月拜仁慕尼黑俱乐部声称，基米希因为（新冠肺炎引起的）肺部“轻度浸润”一直到年底之前都还不能参加完整的训练。 基米希在同一个月宣布他对没有接种疫苗感到遗憾，称这是一个错误。

## 榮譽

### 球會
拜仁慕尼黑
- 德甲冠军：2015-16、2016-17、2017-18、2018-19、2019-20、2020-21、2021-22、2022-23[44]、2024-25
- 德国杯冠军：2015-16、2018-19、2019-20
- 德國超級盃冠军：2016、2017、2018、2020、2021、2022[45]
- 欧冠冠军：2019-20[46]
- 歐洲超級盃冠军：2020
- 世俱杯冠军：2020

### 國家隊
德国
- 國際足總洲際國家盃冠軍：2017年
- U19欧洲杯冠军：2014

### 個人
- 德國國家足球隊年度最佳球員：2017年
- 欧洲冠军联赛賽季最佳後衛：2019-20賽季
- 巴伐利亞體育獎（德语：Bayerischer Sportpreis）特別獎：2020年（與格雷茨卡共享）
- 德国足球大使（德语：Deutscher Fußball Botschafter）：2020年（與格雷茨卡共享）
- 德國體育公平競賽獎：2020年（與格雷茨卡共享）

## 生涯統計

#### 俱樂部
| 球會       | 賽季      | 國內聯賽 | 國內聯賽 | 國內聯賽 | 國內聯賽 | 德國杯 | 德國杯 | 德國杯 | 歐冠 | 歐冠 | 歐冠 | 其他 | 其他 | 其他 | 總計 | 總計 | 總計 | 參考  |
| ---------- | --------- | -------- | -------- | -------- | -------- | ------ | ------ | ------ | ---- | ---- | ---- | ---- | ---- | ---- | ---- | ---- | ---- | ----- |
| 球會       | 賽季      | 聯賽     | 出賽     | 進球     | 助攻     | 出賽   | 進球   | 助攻   | 出賽 | 進球 | 助攻 | 出賽 | 進球 | 助攻 | 出賽 | 進球 | 助攻 | [ 2 ] |
| RB萊比錫   | 2013-2014 | 德丙聯賽 | 26       | 1        | 1        | 0      | 0      | 0      | 0    | 0    | 0    | 0    | 0    | 0    | 26   | 1    | 1    | [ 2 ] |
| RB萊比錫   | 2014-2015 | 德乙聯賽 | 27       | 2        | 1        | 2      | 0      | 0      | 0    | 0    | 0    | 0    | 0    | 0    | 29   | 2    | 1    | [ 2 ] |
| RB萊比錫   | 合計      | 合計     | 53       | 3        | 2        | 2      | 0      | 0      | 0    | 0    | 0    | 0    | 0    | 0    | 55   | 3    | 2    | [ 2 ] |
| 拜仁慕尼黑 | 2015-2016 | 德甲聯賽 | 23       | 0        | 2        | 4      | 0      | 0      | 9    | 0    | 0    | 0    | 0    | 0    | 36   | 0    | 2    | [ 2 ] |
| 拜仁慕尼黑 | 2016-2017 | 德甲聯賽 | 27       | 6        | 1        | 4      | 0      | 1      | 8    | 3    | 0    | 1    | 0    | 0    | 40   | 9    | 2    | [ 2 ] |
| 拜仁慕尼黑 | 2017-2018 | 德甲聯賽 | 29       | 1        | 10       | 6      | 1      | 1      | 11   | 4    | 3    | 1    | 0    | 1    | 47   | 6    | 15   | [ 2 ] |
| 拜仁慕尼黑 | 2018-2019 | 德甲聯賽 | 34       | 2        | 13       | 6      | 0      | 2      | 7    | 0    | 2    | 1    | 0    | 1    | 48   | 2    | 18   | [ 2 ] |
| 拜仁慕尼黑 | 2019-2020 | 德甲聯賽 | 33       | 4        | 7        | 6      | 1      | 4      | 11   | 2    | 4    | 1    | 0    | 0    | 51   | 7    | 15   | [ 2 ] |
| 拜仁慕尼黑 | 合計      | 合計     | 146      | 13       | 33       | 26     | 2      | 8      | 37   | 9    | 9    | 4    | 0    | 2    | 222  | 24   | 52   | [ 2 ] |
| 生涯總計   | 生涯總計  | 生涯總計 | 199      | 16       | 35       | 28     | 2      | 8      | 37   | 9    | 9    | 4    | 0    | 2    | 277  | 27   | 54   | [ 2 ] |

## 外部連結
- Soccerway資料庫：約書亞·基米希